# NGC 2399
NGC 2399 is een hemelobject van drie sterren in het sterrenbeeld Kleine Hond. Het hemelobject werd op 26 februari 1853 ontdekt door de Amerikaanse astronoom George Phillips Bond. In de onmiddellijke nabijheid van NGC 2399 staat NGC 2400, eveneens een groepje van slechts enkele sterren.